# Championnat des moins de 17 ans de la CONMEBOL 2001
Navigation
Uruguay 1999 Bolivie 2003
Le Championnat des moins de 17 ans de la CONMEBOL 2001 est la neuvième édition du Championnat des moins de 17 ans de la CONMEBOL qui a eu lieu à Arequipa au Pérou du 2 au 18 mars 2001. Ce tournoi sert de qualification pour la Coupe du monde des moins de 17 ans, organisée à Trinité-et-Tobago durant l'été 2001 : les 3 premiers de la poule finale seront directement qualifiés pour la phase finale.
Triple tenant du titre, le Brésil conserve son bien en s'imposant pour la 6e fois. L'Argentine termine une nouvelle fois sur la deuxième marche du podium, devant l'équipe du Paraguay. Lors de cette édition péruvienne, le Venezuela réussit son meilleur résultat, en terminant à la 4e place.

## Résultats
La confédération sud-américaine ne compte que 10 membres, il n'y a donc pas d'éliminatoires; toutes les sélections participent au premier tour, où elles sont réparties en 2 poules de 5 et s'y rencontrent une fois. À l'issue du premier tour, les 2 premiers de chaque poule se qualifient pour la poule finale où chaque équipe rencontre 1 fois chacun de ses adversaires. Le premier du classement final est déclaré champion d'Amérique du Sud.

### Premier tour

#### Poule 1
| Rang | Équipe    | Pts | J | G | N | P | Bp | Bc | Diff |  | Résultats (▼ dom., ► ext.) |  |     |     |     |     |
| ---- | --------- | --- | - | - | - | - | -- | -- | ---- |  | -------------------------- |  | --- | --- | --- | --- |
| 1    | Argentine | 7   | 4 | 2 | 1 | 1 | 6  | 4  | +2   |  | Argentine                  |  | 1-2 | 2-1 | 1-1 | 2-0 |
| 2    | Venezuela | 7   | 4 | 2 | 1 | 1 | 9  | 10 | -1   |  | Venezuela                  |  |     | 3-2 | 2-5 | 2-2 |
| 3    | Uruguay   | 6   | 4 | 2 | 0 | 2 | 8  | 7  | +1   |  | Uruguay                    |  |     |     | 2-1 | 3-1 |
| 4    | Pérou     | 4   | 4 | 1 | 1 | 2 | 8  | 8  | 0    |  | Pérou                      |  |     |     |     | 1-3 |
| 5    | Équateur  | 4   | 4 | 1 | 1 | 2 | 6  | 8  | -2   |  | Équateur                   |  |     |     |     |     |

#### Poule 2
| Rang | Équipe   | Pts | J | G | N | P | Bp | Bc | Diff |  | Résultats (▼ dom., ► ext.) |  |     |     |     |     |
| ---- | -------- | --- | - | - | - | - | -- | -- | ---- |  | -------------------------- |  | --- | --- | --- | --- |
| 1    | Brésil   | 8   | 4 | 2 | 2 | 0 | 13 | 5  | +8   |  | Brésil                     |  | 2-2 | 4-0 | 4-0 | 3-3 |
| 2    | Paraguay | 8   | 4 | 2 | 2 | 0 | 12 | 8  | +4   |  | Paraguay                   |  |     | 2-2 | 4-1 | 4-3 |
| 3    | Colombie | 7   | 4 | 2 | 1 | 1 | 7  | 7  | 0    |  | Colombie                   |  |     |     | 4-1 | 1-0 |
| 4    | Bolivie  | 3   | 4 | 1 | 0 | 3 | 7  | 15 | -8   |  | Bolivie                    |  |     |     |     | 5-3 |
| 5    | Chili    | 1   | 4 | 0 | 1 | 3 | 9  | 13 | -4   |  | Chili                      |  |     |     |     |     |

### Poule finale
|   | Équipe    | Pts | J | G | N | P | BP | BC | Diff |
| - | --------- | --- | - | - | - | - | -- | -- | ---- |
| 1 | Brésil    | 7   | 3 | 2 | 1 | 0 | 5  | 0  | +5   |
| 2 | Argentine | 6   | 3 | 2 | 0 | 1 | 6  | 4  | +2   |
| 3 | Paraguay  | 2   | 3 | 0 | 2 | 1 | 3  | 4  | -1   |
| 4 | Venezuela | 1   | 3 | 0 | 1 | 2 | 1  | 7  | -6   |

| 14 mars | Brésil    | 3 | 0 | Venezuela |
|         | Argentine | 3 | 2 | Paraguay  |
| 16 mars | Argentine | 3 | 0 | Venezuela |
|         | Brésil    | 0 | 0 | Paraguay  |
| 18 mars | Brésil    | 2 | 0 | Argentine |
|         | Paraguay  | 1 | 1 | Venezuela |

### Équipes qualifiées pour la Coupe du monde
Les sélections qualifiées pour la prochaine Coupe du monde sont :
- Brésil
- Argentine
- Paraguay

### Meilleurs buteurs
6 buts :
- Aldo Jara

## Sources et liens externes